# Chinesische Gesellschaft für Volksliteratur und -kunst
Die Chinesische Gesellschaft für Volksliteratur und -kunst (中国民间文艺家协会,  Zhongguo minjian wenyi jiaxiehui, englisch Chinese Folk Literature and Art Society) wurde im März 1950 gegründet. Ihr Sitz ist in Peking. Sie hat ca. 4.000 Mitglieder. Die folgenden Gesellschaften sind ihr angeschlossen: 
- Chinesische Gesellschaft für Erzählgut (中国故事学会,  Zhongguo gushi xuehui)
- Chinesische Märchengesellschaft (中国神话学会,  Zhongguo shenhua xuehui)
- Chinesische Volksliedgesellschaft (中国歌谣学会,  Zhongguo geyao xuehui)
- Chinesische Sprichwortgesellschaft (中国谚语学会,  Zhongguo yanyu xuehui)
- Chinesische Volkskunstgesellschaft (中日民间艺术学会,  Zhongguo minjian yishu xuehui)
- Chinesische Scherenschnittgesellschaft (中国剪纸学会,  Zhongguo jianzhi xuehui)

Die folgenden Zeitschriften werden von der Gesellschaft herausgegeben:
- Minjian wenxue (民间文学 – „Volksliteratur“) (monatlich)
- Minjian wenxue luntan (民间文学论谈 – „Erörterungen zur Volksliteratur“) (zweimonatlich)
- Minsu (民俗 – „Volkskunde“) (monatlich).